# Daniele Baselli
Daniele Baselli (ur. 12 marca 1992 w Brescii) – włoski piłkarz występujący na pozycji pomocnika w zespole Como 1907.